# Flugplatz Bitburg
Flugplatz Bitburg, også benævnt Bitburg Airport (IATA: BBJ, ICAO: EDRB), er en regional lufthavn 3 km sydøst for centrum af Bitburg, i Eifelkreis Bitburg-Prüm, 32 km nord for Trier, i delstaten Rheinland-Pfalz, Tyskland. Fra 1952 til 1994 fungerede stedet som militær luftbase med navnet Bitburg Air Base under ledelse af USA og NATO.

## Historie

### 1944 – 1994
Den tyske Værnemagt brugte området til opbevaring af brændstof og forsyninger under Ardenneroffensiven fra december 1944 til januar 1945, og efter krigen blev det anvendt som landbrugsjord. I 1951 begyndte ingeniørtropper fra den franske hær, Armée de terre, på vegne af United States Air Force etableringen af det, der senere skulle blive til Bitburg Air Base. Området er placeret i Eifel bjergkæden og var på det tidspunkt okkuperet af soldater fra Luxembourg. Da Vesttyskland i 1955 blev optaget i NATO, overtog Frankrig rollen.
Basen blev indviet i juli 1952, da enheden 53rd Fighter-Bomber Squadron fra eskadrillen 36th Fighter-Bomber Wing (FTW) ankom med deres F-84 Thunderjet fly fra Fürstenfeldbruck Air Base tæt ved München. November samme år flyttede resten af FTW ind på den nye base.
United States Air Forces in Europe og 36th Fighter-Bomber Wing blev på basen indtil 1. oktober 1994, hvor den tyske regering overtog kontrollen med stedet. Derefter blev den omdannet til en lufthavn med civile og kommercielle tilladelser.

### 1994 – 2009
Da den civile overtagelse var kommet på plads, iværksatte man en storstilet plan, der skulle forsyne det 500 hektar store område med industri, hotel og konferencefaciliteter, sport og fritidsarealer, der skulle fungere udover flydriften. I 2009 var der en samlet kapacitet på 1500 hotelsenge, og omkring 160 forskellige selskaber var etableret på stedet.
I oktober 2009 besluttede man, at lufthavnen skulle gøres til base for luftfragtselskaber indenfor 3 år, og indenfor en 5 årig periode skulle der oprettes daglige passagerruter til tyske og sydeuropæiske lufthavne.